# Hadromys
Hadromys is een geslacht van knaagdieren uit de muizen en ratten van de Oude Wereld dat voorkomt in Noordoost-India en Yunnan. De nauwste verwant van dit geslacht is waarschijnlijk de fossiele Prohadromys varavudhi uit het Laat-Plioceen tot Vroeg-Pleistoceen van Thailand, maar verder is het onduidelijk waar Hadromys aan verwant is. Zowel Golunda als de Afrikaanse "Arvicanthini" is gesuggereerd, maar beide suggesties zijn tot nu toe niet overtuigend bewezen. Mogelijk is Hadromys de laatste overlevende van een oude groep.
Er zijn drie soorten:
- Hadromys humei (Manipur en Noordwest-Assam; Pleistoceen van Thailand)
- Hadromys loujacobsi† (Laat-Plioceen tot Vroeg-Pleistoceen van de Punjab, Noord-Pakistan)
- Hadromys yunnanensis (West-Yunnan)

Daarnaast is er nog een fossiele tand bekend uit het Midden-Plioceen van Pakistan die geïdentificeerd is als Hadromys sp.
Deze drie soorten vertenwoordigen verschillende ontwikkelingslinies, want de levende H. humei lijkt in feite primitiever te zijn dan de fossiele H. loujacobsi. In het Pleistoceen blijkt Hadromys een grotere verspreiding te hebben gehad, want er zijn fossielen van H. humei gevonden in Thailand.